# Sean Rayhall

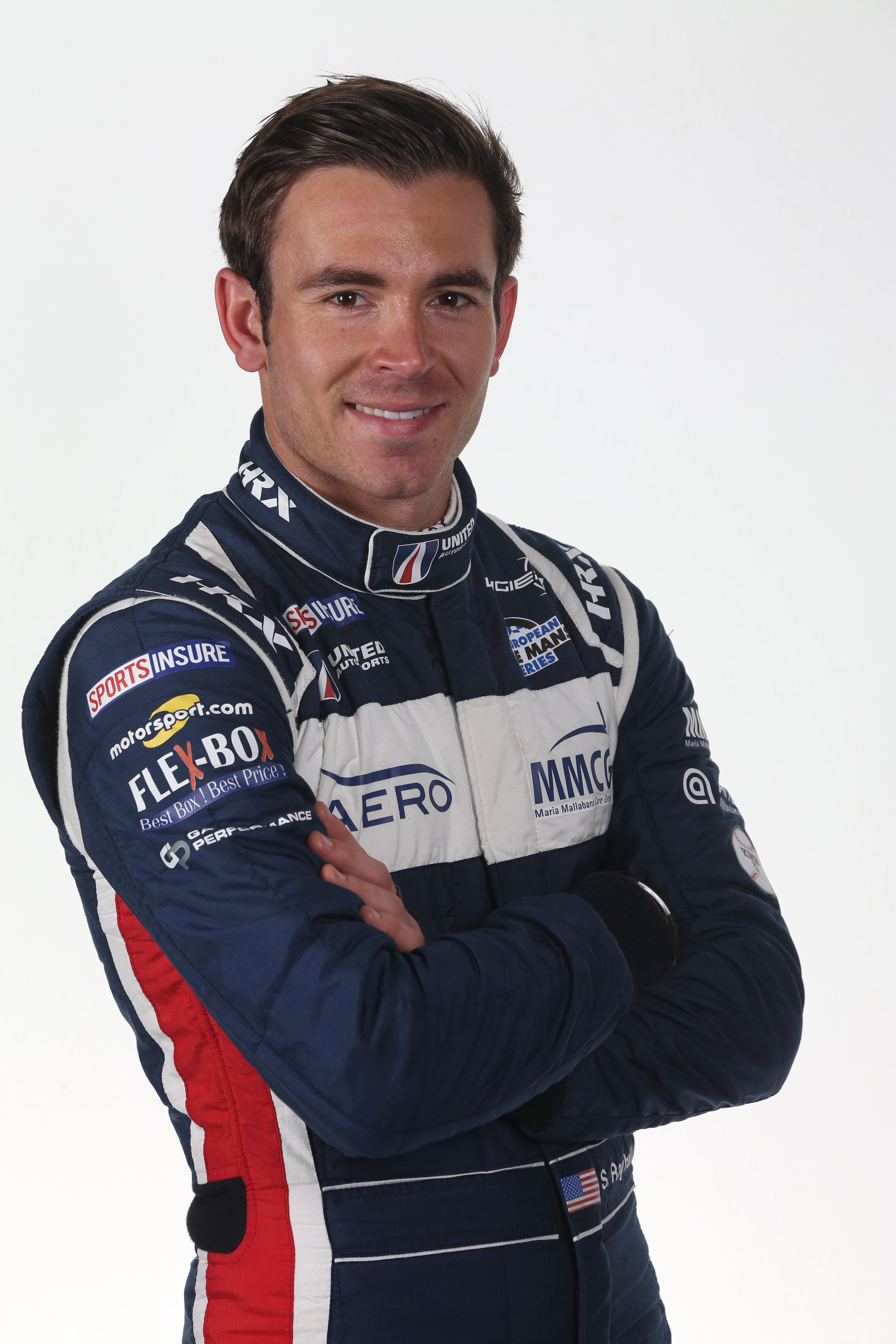
Sean Rayhall 2017

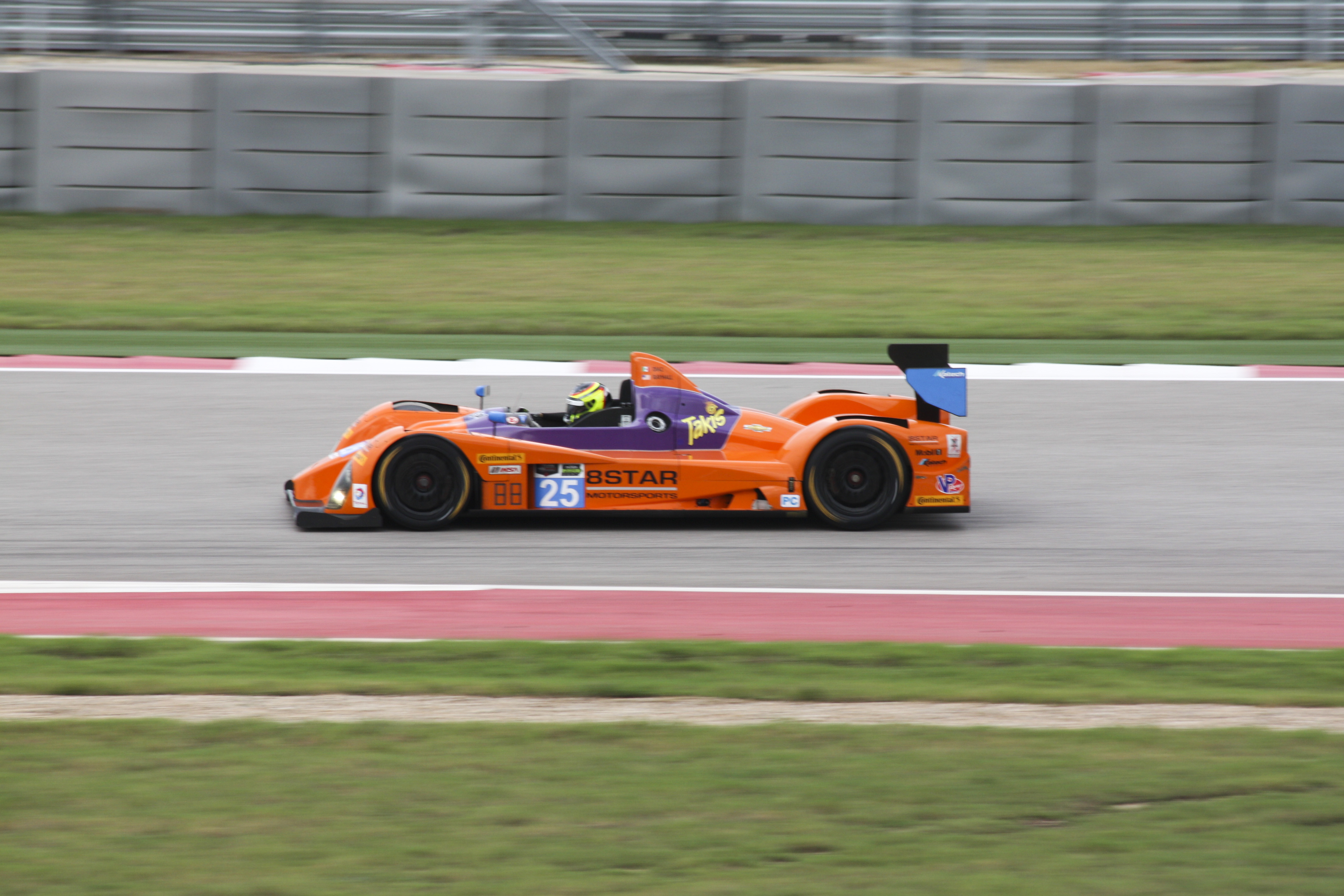
Sean Reyhall im Oreca FLM09 beim Lone Star Le Mans 2014

Sean Rayhall (* 10. März 1995 in Winston, Georgia) ist ein US-amerikanischer Automobilrennfahrer.

## Karriere
Rayhall begann seine Motorsportkarriere 2002 im Kartsport, in dem er bis 2009 aktiv blieb. Dabei gewann er mehrere Kartmeisterschaften in Georgia. Bereits 2007 nahm Rayhall erstmals am Formelsport teil und wurde im Winter 2007/08 Zehnter der Skip Barber Southern Regional Series. 2008 erreichte er den zwölften Platz in der Skip Barber Mid Western Regional Series. Die Skip Barber National Championship schloss er mit einem Sieg als Elfter ab. 2009 gewann Rayhall erneut ein Rennen der Skip Barber National Championship und verbesserte sich damit auf den siebten Rang. Außerdem fuhr er in der Jim Russell Racing Drivers School Championship und erreichte dort Gesamtplatz neun.
2010 ging Rayhall in der Pro Formula Enterprises an den Start und gewann die Meisterschaft. Ferner wurde er Zweiter der Südost-Division der Formula Enterprises. Darüber hinaus trat er zu diversen Legends-Rennen an. 2011 nahm Rayhall erneut an Legends-Rennen teil. Des Weiteren nahm er an Stockcar-Rennen teil und fuhr in der USAR Procup Series.
2013 wechselte Rayhall zu Sportwagenrennen. Er trat für Comprent Motorsports in der Cooper Tires Prototype Lites an und gewann die L1-Gesamtwertung. Darüber hinaus debütierte er für 8 Star Motorsports in der American Le Mans Series (ALMS) und ging bei einem Rennen an den Start. 2014 wechselte Rayhall zu BAR1 Motorsports in die neugeschaffene United SportsCar Championship (USCC) und nahm an der PC-Klasse teil. Nach dem ersten Rennen kehrte er zu 8 Star Motorsports zurück. Rayhall hatte in dieser Saison wechselnde Teamkollegen. Zusammen mit Luis Díaz entschied er die PC-Klasse zweimal für sich. Er beendete die Saison auf dem sechsten Platz. 2015 war Rayhall ohne ein Vollzeit-Engagement. Für BAR1 Motorsports und Starworks Motorsport nahm er an insgesamt vier Rennen der United SportsCar Championship 2015 teil. Außerdem kehrte Rayhall 2015 in den Formelsport zurück. Für 8 Star Motorsports trat er zu 9 von 16 Rennen der Indy Lights an. Dabei entschied Rayhall zwei Rennen für sich und wurde zweimal Zweiter. In der Gesamtwertung erreichte er Platz zwölf. Darüber hinaus absolvierte Rayhall 2015 IndyCar-Testfahrten für Chip Ganassi Racing.
2016 erhielt Rayhall bei Panoz DeltaWing Racing ein Cockpit für die IMSA WeatherTech SportsCar Championship (IWSC), wie die USCC ab dieser Saison hieß. Mit einem fünften Platz wurde er Elfter in der Prototype-Wertung. Darüber hinaus bestritt er in der IMSA WeatherTech SportsCar Championship ein Rennen in der Prototype Challenge für Starworks Motorsport. Außerdem fuhr Rayhall als Stammpilot in Europa in der European Le Mans Series (ELMS) für Graff Racing in der LMP3-Klasse. Im Sportwagen bestritt er ferner ein Rennen der Continental Tire Sports Car Challenge. Darüber hinaus ging Rayhall für das Team Pelfrey zu zwei Rennen der Indy-Lights-Saison 2016 an den Start.

## Statistik

### Karrierestationen
| - 2002–2009: Kartsport - 2008: Skip Barber, Southern (Platz 10) - 2008: Skip Barber, Mid Western (Platz 12) - 2008: Skip Barber National Championship (Platz 11) - 2009: Skip Barber National Championship (Platz 7) - 2009: Jim Russell Racing Drivers School Championship (Platz 9) | - 2010: Pro Formula Enterprises (Meister) - 2010: Formula Enterprises, Südost (Platz 2) - 2013: Cooper Tires Prototype Lites, L1 (Meister) - 2013: ALMS, PC - 2014: USCC, PC (Platz 6) - 2015: USCC, PC (Platz 18) | - 2015: Indy Lights (Platz 12) - 2016: IWSC, Prototype (Platz 11) - 2016: IWSC, PC (Platz 28) - 2016: ELMS, LMP3 - 2016: Continental Tire Sports Car Challenge, ST (Platz 58) - 2016: Indy Lights (Platz 19) |

### Einzelergebnisse in der Indy Lights
| Jahr | Team               | 1   | 2   | 3   | 4   | 5   | 6    | 7    | 8    | 9   | 10  | 11  | 12  | 13  | 14  | 15  | 16  | 17  | 18  | Punkte | Rang |
| ---- | ------------------ | --- | --- | --- | --- | --- | ---- | ---- | ---- | --- | --- | --- | --- | --- | --- | --- | --- | --- | --- | ------ | ---- |
| 2015 | 8 Star Motorsports | STP | STP | LBH | BAR | BAR | INDY | INDY | INDY | TOR | TOR | MIL | IOW | MDO | MDO | LAG | LAG |     |     | 188    | 12.  |
| 2015 | 8 Star Motorsports |     |     |     | 12  | 6   | 2    | 1*   | 6    |     |     |     |     | 5   | 1   | 4   | 2   |     |     | 188    | 12.  |
| 2016 | Team Pelfrey       | STP | STP | PHO | BAR | BAR | INDY | INDY | INDY | ROA | ROA | IOW | TOR | TOR | MDO | MDO | WGL | LAG | LAG | 32     | 19.  |
| 2016 | Team Pelfrey       |     |     |     |     |     |      |      |      |     |     |     |     |     |     |     |     | 4   | 8   | 32     | 19.  |

### Sebring-Ergebnisse
| Jahr | Team                   | Fahrzeug        | Teamkollege     | Teamkollege              | Teamkollege      | Platzierung | Ausfallgrund |
| ---- | ---------------------- | --------------- | --------------- | ------------------------ | ---------------- | ----------- | ------------ |
| 2014 | 8 Star Motorsports     | Oreca FLM09     | Éric Lux        | Michael Marsal           | Tom Kimber-Smith | Rang 37     |              |
| 2016 | Panoz DeltaWing Racing | DeltaWing DWC13 | Katherine Legge | Andrew Meyrick           |                  | Ausfall     | Unfall       |
| 2017 | Starworks Motorsport   | Oreca FLM09     | Garett Grist    | Maxwell Hanratty         |                  | Rang 6      |              |
| 2018 | 3GT Racing             | Lexus RCF GT3   | Jack Hawksworth | David Heinemeier Hansson |                  | Rang 21     |              |